# Aedes aurimargo
Aedes aurimargo é uma espécie de culicídeo da tribo Aedini (Culicinae), com distribuição restrita à região australásia.

## Distribuição
A espécie possui distribuição na Austrália, Indonésia e Papua-Nova Guiné.